# Зімрі
Зімрі (івр. זִמְרִי) — п'ятий цар Ізраїльського царства, правив 7 днів (3Цар 16 : 15). На двадцять сьомому році Аси, царя юдейського, Зімрі став царем.

## Життєпис
Походження Зімрі невідомо. Тим не менш, він дослужився до посади воєначальника, командувача половиною колісниць царя  Ели. Одного разу, коли цар гостював у будинку керуючого палацом Арци в його столичному будинку, Зімрі увійшов до кімнати і вбив Елу. Потім Зімрі оголосив себе царем і, щоб зміцнити свою владу, винищив усіх нащадків Вааси (Баші), батька Ели. Вбивство Ела є виповненням пророцта пророка Єгу, сина Хананії, який передбачив, що після смерті Вааса його рід буде припинений за все те зло, яке він творив в очах Бога (3Цар 16:1-6).
Проте утриматися на престолі Зімрі не зміг. Коли звістка про смерть царя досягла військ, що облягали місто Гіббетон, солдати оголосили царем свого воєначальника Омрі. Омрі разом з військом підійшов до ізраїльської столиці, місту Тірца і після облоги взяв її штурмом. Зімрі, бачачи що військо вже в місті, підпалив царський палац і загинув у вогні.
Опис правління Зімрі знаходиться в Першій книзі Царів 16, 8-22.